# Saginaw megye
Saginaw megye az Amerikai Egyesült Államokban, azon belül Michigan államban található. Megyeszékhelye és legnagyobb városa Saginaw. Lakosainak száma 190 124 fő (2020. április 1.). Saginaw megye Bay, Shiawassee, Genesee, Tuscola, Midland és Gratiot megyékkel határos.

## Népesség
A megye népességének változása:
| Lakosok száma | 199 874 | 198 800 | 198 154 | 196 542 | 193 307 | 190 124 |
|               | 2010    | 2011    | 2012    | 2013    | 2015    | 2020    |